# Fumana Mandala
Fumana Mandala è il secondo album degli Acid Folk Alleanza, prodotto dal Consorzio Produttori Indipendenti nel 1994.

## Tracce
Lato A
1. ...E povero papà niente
2. AFA
3. Moderno primitivo
4. Un anno d'amore
5. Figli delle stalle
6. A.I.D.N.
7. La notte dei partigiani viventi
8. Il complesso del maledetto
9. Lilly e il vagabondo
10. Aquafuck
11. Discorsi buffi
12. Nebbia